# Bój pod Jeżowem
Bój pod Jeżowem – wrześniowe walki polskiej 30 Poleskiej Dywizji Piechoty z wojskami III Rzeszy.

## Sytuacja ogólna
7 września dowództwo nad południową grupą Armii „Łódź”, w składzie 2., 28. i 30 Dywizja Piechoty oraz Wołyńska Brygada Kawalerii objął gen. Wiktor Thommée. Następnego dnia stoczono zwycięską bitwę pod Wolą Cyrusową z zabiegającymi od północnego skrzydła siłami niemieckich 24. i 10 Dywizji Piechoty. Tymczasem z kierunku marszu Armii maszerowały fale rozbrojonych żołnierzy polskich podążające do domów, a puszczonych wolno przez Niemców. Była to ciężka próba odporności psychicznej dla oddziałów pozostających w szeregach. 
Gen. Thommée nie miał informacji o ruchach Armii „Poznań” ani o sytuacji Armii „Prusy”. Niewiele też wiedział o przeciwniku. W tym położeniu wysłał ppłk. dypl. Mieczysława Wilczewskiego do Warszawy po rozkazy do dalszego działania. Sądził, że w Warszawie jest Naczelne Dowództwo, a jeśli nie, to w każdym razie będzie tam gen. Juliusz Rómmel ze sztabem i w łączności z Naczelnym Dowództwem. Po południu 8 września gen. Thommée powziął decyzję ogólnego odwrotu swych wojsk do lasów skierniewickich. 30 Poleska Dywizja Piechoty otrzymała rozkaz odwrotu do lasów w rejonie Przyłęku, gdzie miała pozostać do południa 9 września w ugrupowaniu obronnym i następnie maszerować dalej do lasów skierniewickich.

## Działania wojsk

### Organizacja walki przez dowódcę 30 DP
O świcie 9 września 30 Polska Dywizja Piechoty gen. Leopolda Cehaka osiągnęła  rejon lasów na południe od Przyłęku Dużego. Ze względu na brak bezpośrednich sąsiadów, dywizja ugrupowała oddziały do obrony okrężnej wzdłuż skraju lasu. Jej 82 pułk piechoty przeszedł do obrony na zachodnim skraju lasu, 83 pułk piechoty na północno-wschodnim i wschodnim skraju lasu, a 84 pułk piechoty w południowej jego części. Stanowisko dowodzenia dowódcy dywizji rozwinęło się w rejonie Przyłęku Dużego. Ponadto dowódca dywizji wydał oddziałom  rozkaz nieotwierania ognia do przelatujących samolotów niemieckich, by nie zdradzać rejonu obrony.
W tym czasie dywizja miała już duże braki w ukompletowaniu. W składzie 84 pp brakowało rozbitego I batalionu, a pozostałe bataliony posiadały niskie stany osobowe. Dlatego też dowódca pułku zreorganizował oddział i na bazie całej piechoty utworzył nowy I/84 pp. Także 83 pułk piechoty miał znacznie uszczuplone stany osobowe. Brakowało też niektórych oddziałów dywizyjnych. 9 września w ugrupowaniu bojowym nie było batalionu saperów, kompanii kolarzy, kompanii ciężkich karabinów maszynowych. Ze składu artylerii dywizyjnej odłączył się też III/30 pułku artylerii lekkiej, 30 dywizjon artylerii ciężkiej i II/4 pułku artylerii ciężkiej, które to ześrodkowały się w lesie pod Skierniewicami. Pomimo braków, dywizja zachowywała zdolność do prowadzenia działań bojowych.
Działania patroli rozpoznawczych dostarczyły aktualnych danych co do ewentualnych kierunków natarcia wojsk niemieckich. Zmotoryzowane oddziały wydzielone przeciwnika stwierdzono w rejonie Słupi i Krosnowej. Dowódca dywizji oceniał, że działanie oddziałów XI Korpusu Armijnego wzdłuż dróg: Brzeziny – Jeżów – Słupia doprowadzi do oskrzydlenia dywizji. W rzeczywistości niemiecki korpus, mając 18. i 19 DP w odległości 10 km od rubieży obronnej 30 Dywizji Piechoty, mógł siłami głównymi w ciągu 3–4 godzin skutecznie zaatakować ją z trzech stron, a ich zmotoryzowane oddziały rozpoznawcze mogły rozpocząć działania za około 30–60 minut. Dowódca dywizji liczył się także z natarciem oddziałów niemieckich na kierunku Kołacin – Słupia. 
W świetle powyższych ocen gen. Cehak doszedł do wniosku, że dalsze prowadzenie działań obronnych jest bezcelowe i zdecydował się przegrupować dywizję do natarcia w kierunku Słupi. Następnie postanowił rozwijać powodzenie w kierunku wschodniego brzegu Rawki, w rejon Suliszewa, i tu przejść do obrony. W tym celu postawił oddziałom następujące zadania:
- 82 pułk piechoty, z I/30 pal, miał nacierać w kierunku Krosnowej, rozbić tam pododdziały nieprzyjaciela, a następnie nacierać w kierunku Byczki – Strobów –Trzcianna i przeprawić się na wschodni brzeg Rawki w rejonie Suliszewa;
- za ugrupowaniem bojowym 82 pp miały maszerować pododdziały dywizyjne;
- 83 pułk piechoty, z II/30 pal, po opanowaniu przez 82 pp Krosnowej rozpocznie natarcie w kierunku Mikulina celem rozbicia broniących się tam pododdziałów niemieckich;  następnie rozwinie powodzenie w kierunku: Gzów – Janisławice – Wola Wysoka – Żelazna – Strzyboga, po czym przeprawi się na wschodni brzeg Rawki w rejonie na południe od Suliszewa;
- 84 pułk piechoty (bez II, III i IV/84 pp), jako drugorzutowy, zabezpieczy ugrupowanie bojowe dywizji od południa i kontynuując marsz w kierunku Suliszewa będzie się przesuwał za 83 pułkiem piechoty;
- kawaleria dywizyjna zabezpieczy zgrupowanie uderzeniowe z kierunku zachodniego.

W czasie organizowania walki na stanowisko dowodzenia 30 DP przybył dowódca GO „Piotrków” gen. Wiktor Thommée i nakazał opóźnić termin wykonania natarcia. Chciał bowiem wzmocnić działanie 30 Dywizji Piechoty uderzeniem Wołyńskiej Brygady Kawalerii z kierunku północnego. W tym celu wysłał do płk. dypl. Juliana Filipowicza oficera łącznikowego ze stosownym rozkazem. Oficer ów nie zdążył jednak przekazać rozkazu, gdyż brygada samowolnie odmaszerowała w kierunku Puszczy Kampinoskiej.

### Działania bojowe wojsk
W godzinach rannych 9 września niemiecki XI KA gen. art. Emila Leeba przystąpił do pościgu za polską 30 Dywizją Piechoty. Jego 19 Dywizja Piechoty gen. por. Günthera Schwantesa działała w kierunku Głuchów – Rawa, a 18 Dywizja Piechoty gen. por. Friedricha Cranza w kierunku Brzeziny – Jeżów na Białą.
Doraźnie zorganizowana grupa pościgowa „Marcks” z 19 DP już o 12.30 8 września zajęła Jeżów, o 17.00 Głuchów. Wieczorem oddział rozpoznawczy 18 DP ppłk. Carla Lungershausena, wzmocniony kompanią przeciwpancerną, opanował Słupię, tym samym przecinając planowaną trasę polskiego odwrotu.
Około 9.00 niemiecka 18 DP maszerowała z rejonu Brzezin do Rawy Mazowieckiej i zbliżyła się do Jeżowa. Niemcy stwierdzili, że w rejonie miasteczka znajdują się jakieś rozproszone oddziały polskie. II/30 pp mjr. Gerharda von Bistroma otrzymał rozkaz oczyszczenie Lasów Przyłęckich.
Około 10.00 polskie pierwszorzutowe pułki przeszły do natarcia. Pod przykryciem ognia artylerii, 82 pp ppłk. Antoniego Chruściela uderzył na Krosnową, opanował ją i odrzucił na Borki 2 szwadron kolarzy rotmistrza Ericha Scholza. Kontynuując natarcie, złamał opór Niemców i zdobył rejon Słupi, następnie poszerzył wyłom i odrzucił niemiecki 18 batalion rozpoznawczy 18 DP, zadając mu znaczne straty. W ten sposób dywizja otworzyła sobie drogę wycofania na kolejną rubież w kierunku południowym na Modłę. W tym czasie na Mikulin nacierał 83 pułk piechoty. Jego pododdziały od początku znalazły się pod silnym ogniem artylerii niemieckiej, a z kierunku Mikulina uderzyła niemiecka piechota. Doszło do boju spotkaniowego na wzgórzach między wschodnim skrajem lasu a szosą Słupia – Jeżów.
II/83 pp mjr. Stanisława Kalinowskiego, atakował wzdłuż drogi Przyłęk – Jeżów na Mikulin; około 500 m od stanowisk niemieckich jego natarcie załamało się. W celu wzmocnienia uderzenia, płk dypl. Adam Nadachowski wprowadził do walki III/83 pp mjr. Mieczysława Olendarczyka. Na skraju Jeżowa doszło do walki wręcz, w której żołnierze 6/83 pp bagnetami utorowali sobie przejście przez stanowiska niemieckie. Natarcie polskie powstrzymały dopiero na północnym skraju Jeżowa 18 batalion rozpoznawczy i 563 dywizjon przeciwpancerny, które to jednostki osłaniały znajdujące się w miasteczku sztaby XI KA i 18 DP. Niemcy skierowali do walki wszystkie siły, łącznie z oficerami obu sztabów, pisarzami i kierowcami. Walkę 83 pp wzmocniły niektóre pododdziały 84 pułku piechoty (zbiorczy batalion 84 pp, głównie 7. i 9 kompania poruczników K. Krasonia i T. Lostera, ze wsparciem 3 kompanii ckm por. Wiercińskiego –  całość pod dowództwem mjr. W. Sokola) oraz część sił 30 pułku piechoty z 10 DP. Wobec ogromnych strat, natarcie 83 pp uległo załamaniu.
Około 11.00 dowódca XI KA gen. Emil Leeb nakazał swoim wojskom odrzucić oddziały polskie ześrodkowane w lesie Przyłęk Duży. Około 12.00 18 DP gen. Friedricha-Karla Cranza uderzyła swoimi pułkami na kierunkach: 51 pp → Jeżów – Słupia uderzał od czoła i na prawe skrzydło polskiego 83 pp, 30 pp → Marianów, na broniący się w południowej części lasu polski 84 pp. Polskie pułki odparły atak, a walka przeciągała się. W związku z tym dowódca XI KA  nakazał 19 Dywizji Piechoty gen. Günthera Schwantesa spotęgować uderzenie i wprowadzić do walki 59. i 73 pułk piechoty.
W ten sposób osamotniona 30 DP musiałaby walczyć z całym XI KA. By do tego nie dopuścić, gen. Cehak zdecydował wykorzystać wywalczony przez 82 pp wyłom i wyprowadzić dywizję w kierunku: Słupia – Julków – Suliszew. Około 13.00 dowódcy oddziałów otrzymali zadanie zrywania styczności ogniowej z nieprzyjacielem i przechodzenia do działań opóźniających w kierunku Suliszewa. 82 pp miał maszerować w awangardzie dywizji, 84 pp i pododdziały dywizyjne – jako siły główne, a 83 pp  jako ariergarda, z zadaniem osłony sił głównych. W tym czasie oddziały 30 DP były mocno związane walką z aktywnie nacierającą niemiecką 18 DP. Jedynie 82 pp bez większych trudności zerwał styczność ogniową i rozpoczął przegrupowanie pododdziałów do nakazanego rejonu. 84 pp zdołał oderwać tylko część sił, natomiast 83 pp i część 84 pp walczyły dalej z głównymi siłami niemieckiej 18 DP. I/83 pp toczył walkę w północno-wschodniej części lasu pod Krosnową, a II i III/83 pp zaległy na polach pod Mikulinem i Jasieninem. Dopiero około 16.00 bataliony 83 pp zaczęły zrywać styczność ogniową z 18 DP. I/83 pp luźnymi grupami żołnierzy osiągnął Słupię i w półrozproszeniu odmaszerował w kierunku Skierniewic. W ślad za nim posuwała się część sił 84 pp i kawaleria dywizyjna. Z I i II/30 pal wyprowadzono tylko dwie baterie. II i III/83 pp zostały całkowicie rozbite i tylko bardzo nieznacznej grupie żołnierzy udało się wycofać na podstawy wyjściowe.
Przegrupowujące się siły 30 DP około 17.00 osiągnęły Julków. Pododdziały artylerii maszerowały w rozproszeniu. 30 dywizjon artylerii ciężkiej ześrodkował się w lesie pod Rudą. Nocą z 9 na 10 września dokonał 50-kilometrowego przegrupowania i rano 10 września ześrodkował się na północ od Leszna. II/4 pułku artylerii ciężkiej, ześrodkowany w lesie na północ od Grabi, w ciągu następnych nocy maszerował, a 14 września osiągnął Modlin i został podporządkowany 8 Dywizji Piechoty. III/30 pułku artylerii lekkiej wieczorem ześrodkował się w lesie na północny wschód od Skierniewic. Dowódcy tych dywizjonów nie dołączyli już do dywizji, gdyż nie znali jej rejonu działania.

## Walczące wojska
| Wielkie jednostki   | Oddziały                  | Dowódcy                       |
| ------------------- | ------------------------- | ----------------------------- |
| 30 Dywizja Piechoty | dowództwo                 | gen. Leopold Cehak            |
| 30 Dywizja Piechoty | 82 pułk piechoty          | ppłk dypl. Antoni Chruściel   |
| 30 Dywizja Piechoty | 83 pułk piechoty          | ppłk dypl. Adam Nadachowski   |
| 30 Dywizja Piechoty | 84 pułk piechoty          | płk dypl. Stanisław Sztarejko |
| 30 Dywizja Piechoty | 30 pułk artylerii lekkiej | ppłk Zygmunt Lewandowski      |

## Bilans walk
Bój pod Jeżowem stanowi największą i najbardziej krwawą bitwę 30 Poleskiej Dywizji Piechoty w kampanii wrześniowej. W walkach pod Jeżowem, Słupią i Przyłękiem Dużym 30 DP zadała poważne straty osobowe niemieckiej 18 DP. Sama również poniosła znaczne straty. Niemiecka 18 DP górowała nad polską 30 DP siłą ognia artyleryjskiego, manewrowością pododdziałów zmotoryzowanych oraz silnym wsparciem lotniczym. Sytuacja 30 DP w walce pod Przyłękiem Dużym byłaby korzystniejsza, jeśliby dowódcy GO gen. Thommée udało się skierować w rejon walk Wołyńską Brygadę Kawalerii.
Ostatecznie Niemcom nie udało się otoczyć i zniszczyć dywizji, choć ta poniosła w bitwie wielkie straty. Poległo około 240 polskich żołnierzy. Poległ dowódca 83 pp płk dypl. Adam Nadachowski, z 82 pp: mjr Kazimierz Klimczak (dowódca III baonu), mjr Stefan Pękalski (dowódca II baonu), por. rez. Aleksander Kęda (dowódca 7 kompanii), ppor rez. Zdzisław Moszczeński (dowódca 1/8 kompanii), ppor. rez. Henryk Marian Kowalski (dowódca plut. taczanek 1 komp. ckm), ppor. Józef Jerzy Malinowski (dowódca 1 plutonu komp. ppanc.), ppor. rez. Zygmunt Ropelewski (dowódca 3/1 komp. ckm) i sierż. pchor. Zygmunt Ryck (dowódca 1/3 kompanii ckm); z 83 pp: mjr Stanisław Kalinowski (dowódca II baonu), ppor. Waldemar Drejer (dowódca 6/83 pp), ppor. rez. Kazimierz Rogoziński (dowódca 1/2 kompanii ckm) oraz przydziały nieokreślone: ppor. rez. Mikołaj Hornun, ppor. rez. Jan Wacław Wyszyński, ppor. Henryk Bronisław Zdanowski, kpr. pchor. Franciszek Gajzler, plut. pchor. Władysław Melin, kpt. pchor. Edward Pawluć i plut. pchor. Filip Zytkowicz; z 84 pp: kpt. adm. Bolesław Jaskulski (oficer płatnik pułku), por. rez. Augustyn Franciszek Guzik (dowódca kompanii ppanc.), por. Tadeusz Marcin Loster (dowódca 9/84 pp) i tejże kompanii dowódca 1 plutonu – ppor. rez. Józef Kapuściński i 2 plutonu – ppor. rez. Józef Kot.
Przeciwnik stracił niespełna 100 żołnierzy, a pod samym Jeżowem polegli dowódca II/30 pp major baron Wilhelm von Bistram i jego adiutant graf von Arnim. Największe straty poniosła 5/30 pp. Poległo dwóch dowódców plutonów: porucznik Gerhard Hilliger oraz podporucznik Heinz Heckmann, wraz z 56 żołnierzami.